# ذخیره‌گاه زیست‌کره حرا

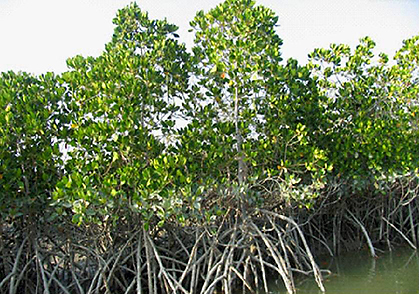
جنگل‌های حَرّا ، جزیرهٔ قشم، ایران

ذخیره‌گاه زیست‌کره حرّا بخشی از منطقهٔ حفاظت‌شدهٔ حرّا در تالاب بین‌المللی خورخوران استان هرمزگان است که به عنوان ذخیره‌گاه زیست‌کره شناخته شده است. مجموعه جنگل‌های درختان سرسبز ساحلی مانگرو یا حرا یکی از جنگل‌های پنجگانهٔ حرای استان هرمزگان (با وسعت ۸۶٬۵۸۱ هکتار) در شمال‌غرب جزیرهٔ قشم قرار دارد. این منطقه در حوالی جزیرهٔ قشم، بندرپل و بندر خمیر واقع است که با آبراهه‌های آن با پرندگان زیبا و طبیعت بکر وحشی‌اش، از منابع توریستی و نقاط دیدنی استان هرمزگان و جنوب ایران می‌باشد که هر ساله افراد زیادی را برای تماشا به سوی خود جلب می‌کند. این جنگلها بعنوان منطقهٔ تحت حفاظت سازمان محیط زیست قرار دارند و به دلیل اهمیت بین‌المللی آن به عنوان ذخیره‌گاه زیست‌کره حرا شناخته می‌شود.

## تاریخچه حفاظت
این منطقه در سال ۱۳۵۱ به‌عنوان منطقه حفاظت‌شده حرا و در سال ۱۳۵۴ به عنوان پارک ملی شناخته شد و مجدداً ۲۵ شهریور ۱۳۶۱ بعنوان منطقه حفاظت‌شده تحت حفاظت قرار گرفت. این منطقه در سال ۱۳۵۴ (۱۹۷۶ میلادی) به عنوان یکی از ذخیره‌گاه‌های زیست‌کره در ایران شناخته شد. و در سال ۱۳۵۵ نواحی بکر جنگل‌های مانگرو، گل زارها و نهرها در تنگه خوران (۱۰۰٫۰۰۰ هکتار) با عنوان تالاب مهم با ارزش بین‌المللی به ثبت کنوانسیون تالابها رسید.

## ویژگی‌ها
هسته مرکزی ذخیره‌گاه زیست‌کره حرّا بستر کم‌عمق بین نوار ساحلی سرزمینی و جزیره قشم قرار دارد و رسوب‌گذاری رودخانه‌ها در دلتای خود باعث شده است تا محیطی کم‌عمق به وجود آید و باعث استقرار مانگرو شود که با جزر و مد روزانه آب در خلیج فارس سازگار شده‌اند.
طول ذخیره‌گاه حدود ۱۵۰ کیلومتر است و مسافتی بیش از ۸۵۰۰۰ هکتار دارد که بیش از ۶۳۰۰ هکتار آن را جنگل‌های حرّا تشکیل می‌دهد.

## اقلیم
نزدیک‌ترین ایستگاه هواشناسی سینوپتیک به ذخیره‌گاه زیست‌کره حرّا، ایستگاه بندرعباس است که در ساحل خلیج فارس قرار دارد.
این ذخیره‌گاه دارای آب و هوای گرم و مرطوب است و در روش طبقه‌بندی اقلیمی «آمبرژه» در طبقه بیابانی گرم شدید قرار دارد. میانگین طولانی مدت بارش سالانه در بندر عباس ۱۴۶ میلیمتر و دمای متوسط سالانه آن ۲۷٫۲ درجه سانتیگراد است. بیشترین مقدار بارش در ماه‌های دی و بهمن و تابستان فصلی خشک است.
در این ذخیره‌گاه، رطوبت نسبی هوا زیاد است به‌طوری‌که متوسط سالانه آن بیش از ۶۵ درصد محاسبه شده که بین ۶۰ تا ۶۸ درصد در ماه‌های مختلف سال نوسان دارد. جریان بادهای منطقه به‌طور عمده دارای جهت شمال غربی – جنوب شرقی و فصل وزش آن‌ها زمستان است و بادهای محلی نیز با شدت کمتر وجود دارند.

## نگارخانه

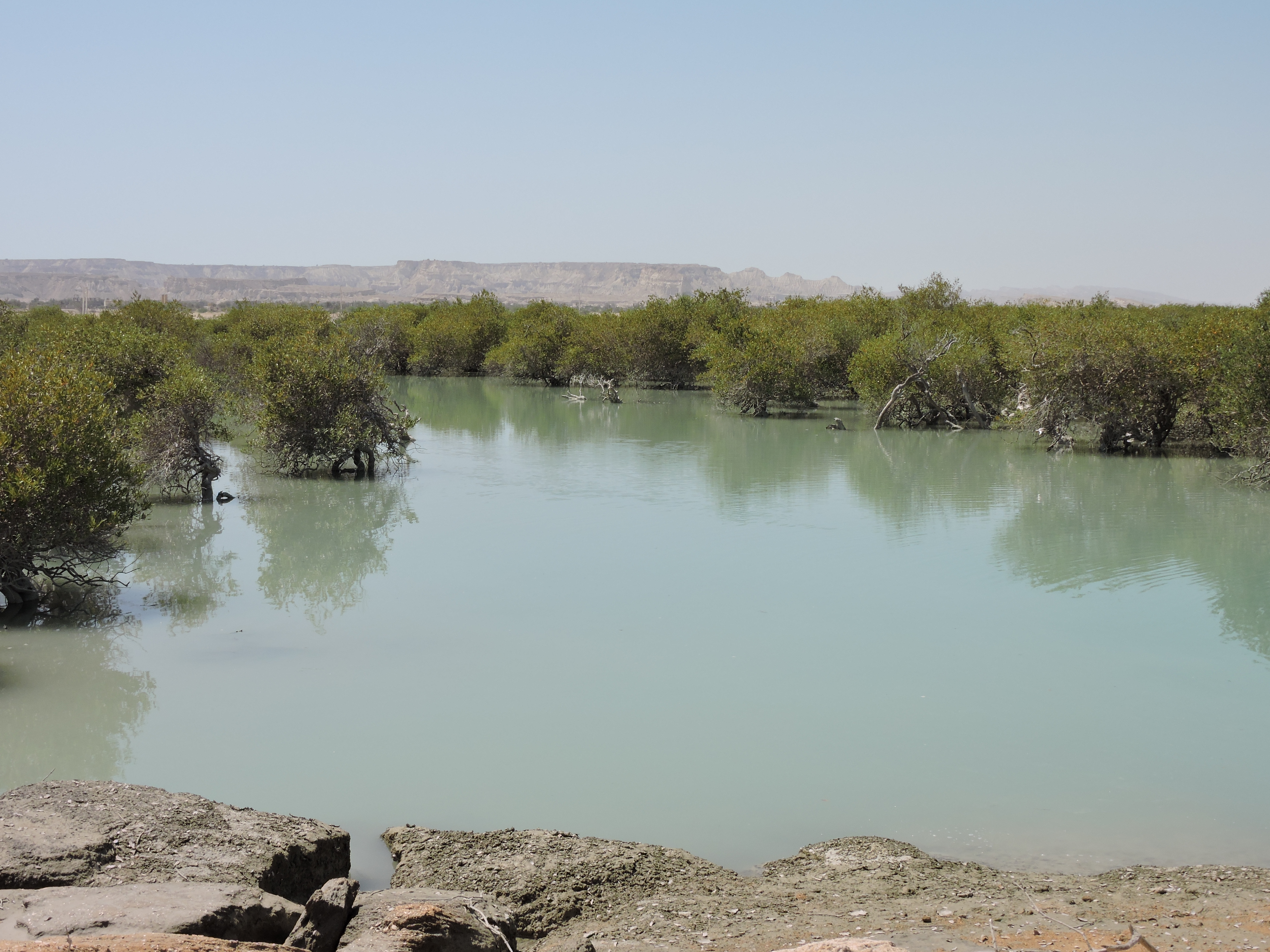
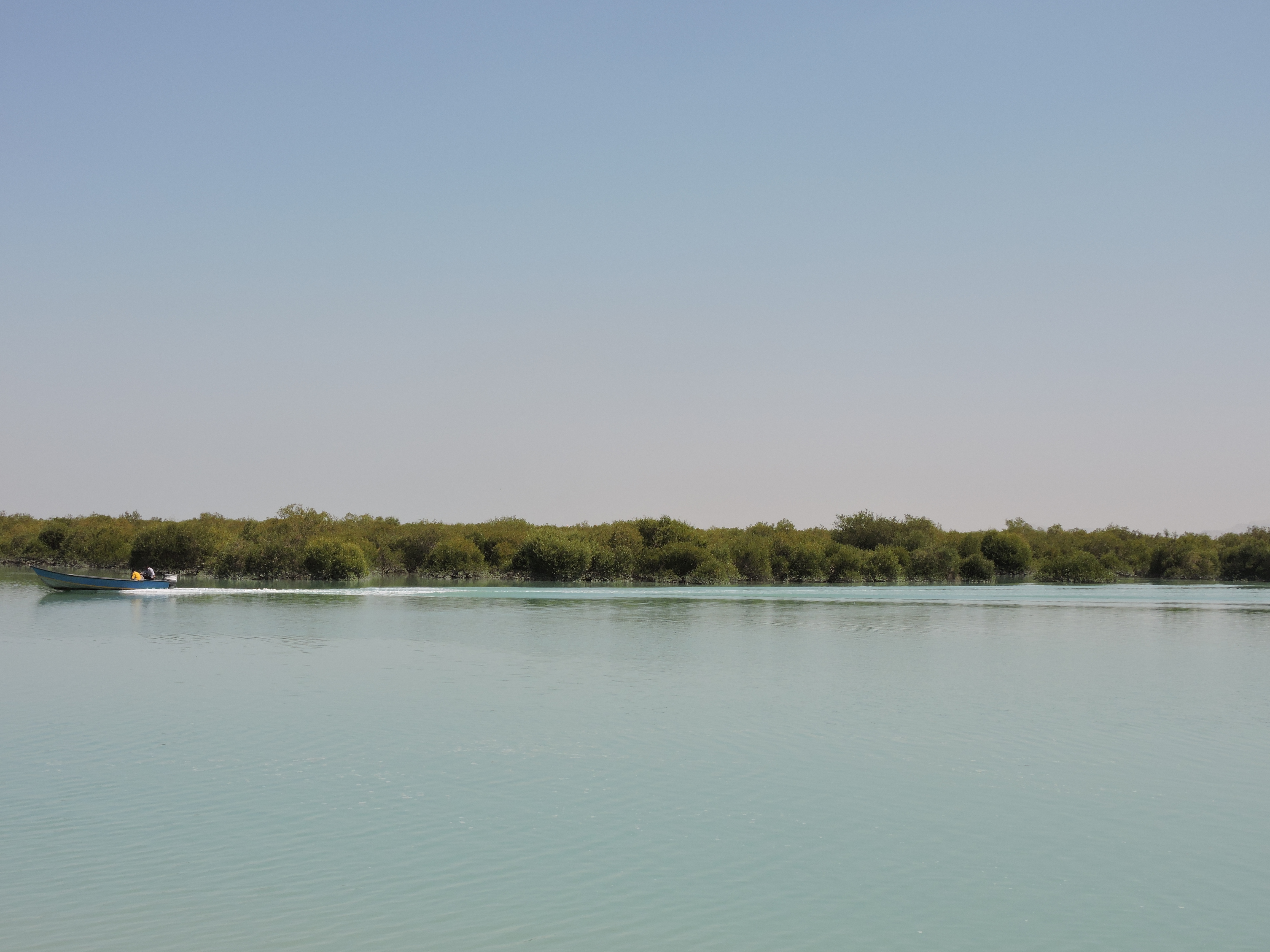

## سایر جنگل‌های حرای استان هرمزگان
- حرای تیاب و میناب (۷۸٬۰۹۹ هکتار)
- حرای گابریک و جاسک (۳۴٬۵۹۶ هکتار)
- حرای رود گز (۲۷٬۰۴۶ هکتار)
- حرای خوران (۲٬۵۱۸ هکتار)